# Мауританија на Летњим олимпијским играма 2004.
Мауританија је на Летњим олимпијским играма 2004. у Атини учествовала са двоје спортиста, који су се такмичили у атлетици. Ово је било шесто учешће Мауританије на ЛОИ од пријема у МОК.
Заставу Мауританије на свечаном отварању Игара 13. августа носио је атлетичар Youba Ould H'Meïde.
Мауританија је остала у групи земаља које до сада нису освајале олимпијске медаље.

## Учесници по спортовима
| Спорт      | Мушкарци | Жене | Укупно |
| ---------- | -------- | ---- | ------ |
| Атлетика   | 1        | 1    | 2      |
| Укупно (1) | 1        | 1    | 2      |

## Резултати

### Атлетика

#### Мушкарци
| Атлетичар Лични рекорд | Дисциплина | Предтакмичење | Предтакмичење | Група            | Група            | Полуфинале       | Полуфинале       | Финале           | Финале       | Детаљи                                     |
| Атлетичар Лични рекорд | Дисциплина | Резултат      | Место         | Резултат         | Место            | Резултат         | Место            | Резултат         | Место        | Детаљи                                     |
| ---------------------- | ---------- | ------------- | ------------- | ---------------- | ---------------- | ---------------- | ---------------- | ---------------- | ------------ | ------------------------------------------ |
| Youba Ould H'Meïde     | 400 м      | 49,18         | 8 у гр. 3     | Није се пласирао | Није се пласирао | Није се пласирао | Није се пласирао | Није се пласирао | 57 / 60 (63) | Архивирано на веб-сајту (20. фебруар 2012) |

#### Жене
| Атлетичарка Лични рекорд | Дисциплина | Предтакмичење | Предтакмичење | Група             | Група             | Полуфинале        | Полуфинале        | Финале            | Финале  | Детаљи                                     |
| Атлетичарка Лични рекорд | Дисциплина | Резултат      | Место         | Резултат          | Место             | Резултат          | Место             | Резултат          | Место   | Детаљи                                     |
| ------------------------ | ---------- | ------------- | ------------- | ----------------- | ----------------- | ----------------- | ----------------- | ----------------- | ------- | ------------------------------------------ |
| Амината Камисоко         | 100 м      | 13,49         | 8. у гр. 2    | Није се пласирала | Није се пласирала | Није се пласирала | Није се пласирала | Није се пласирала | 58 / 83 | Архивирано на веб-сајту (20. фебруар 2012) |